# 小行星26969
小行星26969（26969 Biver）是一颗绕太阳运转的小行星，为主小行星带小行星。该小行星于1997年9月20日发现。

## 轨道参数
小行星26969的轨道半长轴为2.5328833 UA，离心率为0.128。